# Спорт у Турској
Међу свим спортовима у Турској, најпопуларнији је фудбал. Најбољи турски тимови укључују Фенербахче, Галатасарај и Бешикташ. Галатасарај је 2000. године освојио УЕФА Лигу Европе и УЕФА суперкуп. Две године касније, турска репрезентација завршила је на трећем месту у финалу Светског првенства 2002. у Јапану и Јужној Кореји, док је 2008. стигла до полуфинала Европског првенства 2008. Олимпијски стадион Ататурк у Истанбулу био је домаћин финала УЕФА Лиге шампиона 2005, док је стадион Шукру Сараџоглу у Истанбулу био домаћин финала УЕФА купа 2009.
Остали популарни спортови укључују кошарку и одбојку. Турска је била домаћин финала Европског првенствоа 2001. и Светског првенства 2010, а мушка репрезентација је на оба догађаја завршила на другом месту. Репрезентација је такође стигла до четвртфинала Светског првенства 2006. и 2014. На клупском нивоу, Анадолу Ефес (тада познат као Ефес Пилсен) освојио је куп Радивоја Кораћа 1996. године, завршио је на другом месту у купа Рајмунда Сапорте 1993. и пласирао у фајнал фор Евролиге 2000. и 2001. Такође, Бешикташ је победио на ФИБА Еврочеленџу сезоне 2011—12. са само једним поразом, укључујући све фазе турнира. Фенербахче је освојио престижну Евролигу као први и једини турски клуб икада у сезони 2016—17. Турски кошаркаши као што су Мехмет Окур, Хидајет Туркоглу и Ерсан Иљасова такође су били успешни у НБА лиги.
Женске одбојкашке екипе Фенербахче, Еџзаџибаши и Вакифбанк, освојиле су бројне титуле УЕФА Лиге шампиона. Вакифбанк је тренутно једна од најбољих одбојкашких екипа на свету, троструки победник Светског првенства и четвороструки победник Европског првенства. Жуто-црни тим је уједно и најуспешнији спортски тим Турске у међународној арени са титулом најмеђународнијег трофејног (9) носиоца Турске. Фенербахче је такође освојио Лигу шампиона у свету као први турски клуб икада 2010. Турска женска кошаркашка репрезентација освојила је сребрну медаљу на Европском првенству 2011, док је женска национална одбојкашка репрезентација доспела на шесто место на Светском првенству 2010. и освојила бронзану медаљу на Европском првенству 2011. године.
Турски спортисти су недавно постигли успех на европском нивоу: Елван Абејлегесе је освојила златну медаљу на 10.000 метара и сребрну на 5000 метара, Алемиту Бекеле Дегфа је освојила златну медаљу на 5000 метара и Невин Јанит је освојио златну медаљу на 100 метара са препонама у Европском првенству 2010. На Европском првенству у атлетици у дворани 2011. Кемал Којунџу освојио је сребро на 1500 метара, а Халил Акаш бронзу на 3000 метара.
Традиционални турски спорт је рвање у уљу, популаран још од Османског царства. Једрене је домаћин годишњег турнира у рвању у уљу Kırkpınar од 1361. године. Популарни су и међународни стилови рвања којима управља Светска рвачка унија попут рвања слободним стилом и рвање грчко-римским стилом, с тим што су многи рвачи освојили многе Европске, Светске и Олимпијске титуле појединачно и као репрезентације. Још један популаран спорт у којем су Турци били међународно успешни је дизање тегова

## Фудбал
Турска се последњих деценија истакла у бројним спортским областима. Фудбал је доживео брзу трансформацију доносећи му треће место на жељеном Светском првенству 2002. Међу домаћим тимовима доминирају Бешикташ, Фенербахче и Галатасарај. Од њих, европски тријумф Фенербахча уследио је у сада већ неактивном Балканском купу 1968. Галатасарај је постигао успех након деведесетих, освојивши УЕФА Лигу Европе 2000. и УЕФА суперкуп. Последњих година Турска је имала многе играче у успешним иностраним тимовима, укључујући Интер Милано, Барселону, Парму, Милано и Бајерн Минхен, између осталог. Поред слања играча у иностранство, турска лига је такође привукла играче у Турску. Играчи светске класе као што су Пјер ван Хојдонк, Марио Жардел, Никола Анелка, Џон Кару, Милан Барош, Радомир Антић, Оскар Кордоба, Линколн, Матеја Кежман, Жозе Клеберсон, Роберто Карлос, Зоран Симовић, Франк де Бур, Ђовани дос Сантос, Франк Рибери, Хари Кјуел, Данијел Гвиза, Гути, Рикардо Кварежма, Георге Хађи, Жо, Абдул Кадер Кеита, Шабани Нонда, Лукас Нил, Лорик Цана, Гига Попеску, Жером Ротен и многи други су играли у Турској.

## Кошарка
Кошарка такође стиче популарност у Турској. Репрезентација је заузела друго место на Европском  првенству 2001. у Истанбулу, као и девето место на Светском првенству 2002. Неколико турских држављана, међу којима су Ерсан Иљасова, Хидајет Туркоглу, Мехмет Окур, Семих Ерден, Омер Ашик и Енес Кантер, постигли су успех у Националној кошаркашкој асоцијацији Северне Америке, која се генерално сматра водећом светском лигом. Највећи успех у међународној кошарци постигао је када је била домаћин Светског првенства 2010. завршивши на другом месту након САД-а. Такође се пласирала у четвртфинале на Светском првенству 2006. остваривши шесто место. Турска је поново стигла до четвртфинала осам година касније на Светском купу 2014. Женска репрезентација освојила је сребрну медаљу на Европском првенству 2011. Галатасарај је освојио ФИБА Еврочеленџ 2008—09, завршио је на трећем месту истог такмичења 2007—08, а такође је био вицешампион УЕФА суперкупа 2009. Фенербахче је освојио Евролигу као први и једини турски клуб икада у сезони 2016—17.

## Одбојка
Одбојка, посебно женска одбојка је популаран спорт у Турској. Недавно је женска репрезентација постигла шесто место на Светском првенству 2010. у Јапану и освојиле бронзану медаљу на Европском првенству 2011. у Србији. Репрезентација је освојила три првенства без пораза на Светском првенству 2013, 2017. и 2018, четири првенства у ЦЕВ УЕФА Лиги шампиона 2011, 2013, 2017. и 2018. и златну медаљу у Challenge Cup и ФИВБ сезони 2007—08. Још један истакнути турски женски одбојкашки клуб је Фенербахче, који је освојио Светско првенство 2010, сребрну медаљу у ЦЕВ УЕФА Лиги шампиона сезоне 2009—10. и завршио је на трећем месту током сезоне 2010—11. 

## Рукомет
Јелиз Озел из Анкаре турски је рукометаш који се сматра једним од најбољих светских плејмејкера из женског рукомета свог времена.

## Атлетика
Суреја Ајхан је постигла светски рекорд на 1500 метара 2003. Елван Абејлегесе поставила је нови  рекорд на 5000 метара 2004. На Европском првенству 2010. Алемиту Бекеле Дегфа и Елван Абејлегесе освојили су сребрне медаље на 5000 метара, а Елван Абејлегесе златну медаљу на 10.000 метара. Невин Јанит је освојиЛА прво Европско првенство у спринт трци за Турску освојивши злато на 100 метара са препонама. На Европском првенству у дворани 2011. Кемал Којунџу освојио је сребро на 1500 метара, а Халил Акаш бронзу на 3000 метара. Године 2017. Рамил Гулијев из Фенербахча освојио је прву златну медаљу Турске у трци на 200 метара на Светском првенству 2017, као други спортиста белац у историји.

## Рукомет на песку
Светско првенство 2010. одржано је између 23. и 27. јуна у Анталији. Репрезентација је два пута освојила сребрну медаљу на Светским првенствима 2004. и 2006, а бронзану медаљу 2010. Женска репрезентација такође је освојила сребрну медаљу на Светском првенству 2004. 

## Мачевање
Турска је била домаћин Светског првенства 2009. одржаног од 30. септембра до 8. октобра у Анталији.

## Риболов
Риболов се не може обављати ни са једног чамца без дозволе, чак ни за аматере. Дозвола се добија пријавом, достављањем личне карте и плаћањем накнаде од 150 турских лира за две године. Одељење за рибарство у Министарству пољопривреде и руралних послова достављају детаље о риболовним зонама, минималним величинама и броју риба које се могу уловити по особи. Егејско и Средоземно море су богата риболовна подручја.

## Летење
У Турској су чести ваздухопловно једриличарство, змајарство, падобранство и параглајдинг. Најчешћи су у Ескишехиру, Памукали и Истанбулу.

## Мото-спорт
Мото-спорт је постао популаран у последње време, посебно након укључивања релија Турске у ФИА календар светског рели шампионата 2003. и укључивања Велике награде Турске у тркачки календар Формуле 1. Други важни годишњи мото-спортски догађаји који се одржавају на тркачкој стази у истанбулском парку укључују MotoGP, ФИА Светско првенство, ГП2 серију и Ле Манс серију. Сурфовање, сноубординг, скејтбординг, параглајдинг и други екстремни спортови сваке године постају све популарнији.
Стаза која се налази у Истанбулу има капацитет за седење 155.000 људи (највећа у Европи), дуга је нешто више од 5340 метара и вози се у смеру супротном од казаљке на сату. Дизајнирао ју је Херман Тилке.
Кенан Софуоглу постао је светски шампион у Суперспорту три пута 2007, 2010. и 2012. 

## Сплаварење
Турске реке омогућавају услове за вожњу кануом и рафтинг, како за почетнике тако и за искусне спортисте. Неки од река које омогућавају сплаварење су Корух, Бархал, Берта, Фиртина, Колакли, Копрукај, Манавгат, Змај, Гоксу (Силифке), Заманти, Гоксу (Феке), Кизил и Даламан Каји.

## Рагби лига
Рагби лига је релативно нови спорт у Турској, до сада пет клубова чини рагби лигу, а чланство у Европској федерацији очекује се за неколико месеци.

## Рагби јунион
Рагби јунион је у Турској мали, али развијајући спорт. Управно тело је турска рагби федерација, која хе постала јединствено тело 2011. и примљена је у Рагби Европу у јулу 2012. 

## Крстарења
Турска има четири гранична мора: Црно море, Мраморно море, Егејско море и Средоземно море, па је крстарење тако популаран спорт. Гулети су традиционалне моторне јахте које постају све популарније.

## Дизање тегова
Дизање тегова је још један популаран спорт, којим редовно освајају златне медаље на Олимпијским играма. Најпознатији спортисти су Наим Сулејманоглу и Халил Мутлу, који престављају само два од четири дизача тегова на свету који су на три Олимпијске игре освојили три златне медаље, а међу женама Нурџан Тајлан оборила је један светски рекорд.

## Једрење на дасци
Лежишта око Чешме, Алачати, Бодрума, полуострва Датча, као и Истанбула пружају идеалне услове за једрење на дасци. Чагла Кубат представља Турску у овом спорту.

## Рвање
Рвање се у Турској сматра „спортом предака”, а представља га понајвише годишњи Kırkpınar турнир у рвању на уљу.
Заједно са разним високо цењеним стиловима народног рвања увелико се вежба и олимпијско рвање. Грчко-римски стил рвања је мање популаран због сличности рвања слободним стилом са народним рвањем.
Турска тренутно има само једну професионалну рвачку промоцију Turkish Power Wrestling основану 2010. године.
Светско првенство у рвању одржано је у Турској 1957, 1974, 1994, 1999. и 2011. Турски тим је освојио мушко првенство у слободном стилу 1951, 1954, 1957, 1966. и 1994. и грчко-римски стил првенства за мушкарце 2006. и 2009. године.